# رادیتش
رادیچ (به چکی: Radíč) یک منطقهٔ مسکونی در جمهوری چک است که در ناحیه پریبرام واقع شده‌است.